# Lijst van nummer 1-hits in Noorwegen in 2010
Deze hits stonden in 2010 op nummer 1 in de VG-lista, de bekendste hitlijst in Noorwegen.
| Week | Artiest                     | Titel                         |
| ---- | --------------------------- | ----------------------------- |
| 1    | Ke$ha                       | TiK ToK                       |
| 2    | Veronica Maggio             | Måndagsbarn                   |
| 3    | Lady Gaga                   | Bad Romance                   |
| 4    | Rihanna                     | Russian roulette              |
| 5    | Rihanna                     | Russian roulette              |
| 6    | Bjørn Johan Muri            | Yes man                       |
| 7    | Bjørn Johan Muri            | Yes man                       |
| 8    | Artists For Haiti           | We are the world 25 for Haiti |
| 9    | Bjørn Johan Muri            | Yes man                       |
| 10   | Bjørn Johan Muri            | Yes man                       |
| 11   | Bjørn Johan Muri            | Yes man                       |
| 12   | Bjørn Johan Muri            | Yes man                       |
| 13   | Lady Gaga                   | Telephone                     |
| 14   | Lady Gaga                   | Telephone                     |
| 15   | Cheryl Cole                 | Fight for this love           |
| 16   | Cheryl Cole                 | Fight for this love           |
| 17   | Cheryl Cole                 | Fight for this love           |
| 18   | Edward Maya & Viki Jigulina | Stereo love                   |
| 19   | Edward Maya & Vika Jigulina | Stereo love                   |
| 20   | Edward Maya & Vika Jigulina | Stereo love                   |
| 21   | Edward Maya & Vika Jigulina | Stereo love                   |
| 22   | Lena Meyer-Landrut          | Sattelite                     |
| 23   | Madcon                      | Glow                          |
| 24   | Madcon                      | Glow                          |
| 25   | Madcon                      | Glow                          |
| 26   | Madcon                      | Glow                          |
| 27   | Madcon                      | Glow                          |
| 28   | Madcon                      | Glow                          |
| 29   | Madcon                      | Glow                          |
| 30   | Madcon                      | Glow                          |
| 31   | Madcon                      | Glow                          |
| 32   | Madcon                      | Glow                          |
| 33   | Eminem & Rihanna            | Love the way you lie          |
| 34   | Eminem & Rihanna            | Love the way you lie          |
| 35   | Eminem & Rihanna            | Love the way you lie          |
| 36   | Eminem & Rihanna            | Love the way you lie          |
| 37   | Madcon & Ameerah            | Freaky like me                |
| 38   | Rihanna                     | Only girl (In the world)      |
| 39   | Rihanna                     | Only girl (In the world)      |
| 40   | Rihanna                     | Only girl (In the world)      |
| 41   | Rihanna                     | Only girl (In the world)      |
| 42   | Rihanna                     | Only girl (In the world)      |
| 43   | Sivert Høyem                | Prisoner of the road          |
| 44   | Sivert Høyem                | Prinsoner of the road         |
| 45   | Sivert Høyem                | Prinsoner of the road         |
| 46   | Madcon & Ameerah            | Freaky like me                |
| 47   | Madcon & Ameerah            | Freaky like me                |
| 48   | Maria Mena                  | Home for Christmas            |
| 49   | Maria Mena                  | Home for Christmas            |
| 50   | Maria Mena                  | Home for Christmas            |
| 51   | Hans Bollandsås             | Moments                       |
| 52   | Maria Mena                  | Home for Christmas            |